# Interseccionalitat

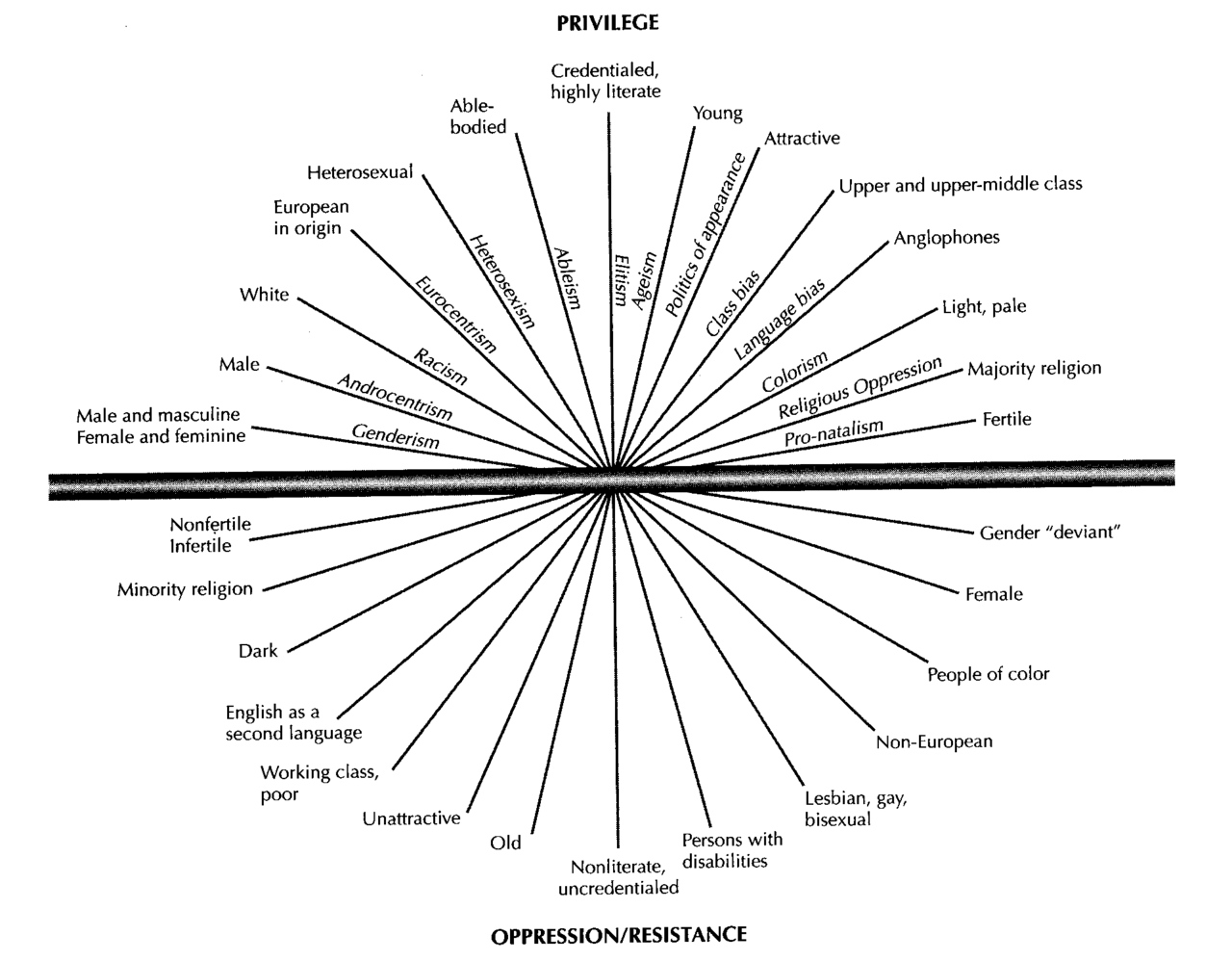
Interseccionalitat: opressions i privilegis.

La interseccionalitat és l'estudi de les identitats socials encavalcades o intersecades i els seus respectius sistemes d'opressió, dominació o discriminació. La teoria suggereix i examina com diverses categories biològiques, socials i culturals com l'edat, el gènere, l'ètnia, la classe, la discapacitat, l'orientació sexual, la religió, la casta, l'edat, la nacionalitat i altres eixos d'identitat interaccionen en múltiples i sovint simultanis nivells. La teoria proposa que cal pensar cada element o tret d'una persona com inextricablement unit amb tots els altres elements per poder comprendre de forma completa la pròpia identitat. Aquest marc pot usar-se per comprendre com ocorre la injustícia sistemàtica i la desigualtat social des d'una base multidimensional.
La interseccionalitat és un terme encunyat el 1989 per l'activista i acadèmica Kimberlé Williams Crenshaw. Tot i que hi ha primeres mostres d'aquesta perspectiva provenen de l'activisme feminista, concretament des del col·lectiu feminista The Combahee River Collective Statement, col·lectiu de dones negres lesbianes de Boston. Amb un primer manifest en què es parla dels diferents sistemes d'opressió que es relacionen entre ells i que creen una sèrie de desigualtats.
La interseccionalitat manté que les conceptualitzacions clàssiques d'opressió en la societat –com el racisme, el sexisme, el capacitisme, la lesbofòbia, l'homofòbia, la transfòbia, la xenofòbia i tots els prejudicis basats en la intolerància– no actuen de manera independent, sinó que aquestes formes d'exclusió estan interrelacionades, i en certs contextos socials creen un sistema d'opressió que reflecteix la intersecció de múltiples formes de discriminació.
La interseccionalitat és un paradigma important en l'àmbit acadèmic, ampliant els contextos de justícia social o demografia, encara que, al seu torn, dificulta l'anàlisi en incloure múltiples conceptualitzacions que expliquen la manera amb què es construeixen categories socials i la seva interacció per formar una jerarquia social. Per exemple, la interseccionalitat sosté que no hi ha cap experiència singular pròpia d'una identitat. En lloc d'entendre la salut de les dones només a través del gènere, és necessari considerar altres categories socials, com la classe, la discapacitat, la nacionalitat o l'ètnia per entendre per complet la gamma de problemes de salut de les dones.
La teoria de la interseccionalitat també suggereix que el que semblen ser formes discretes d'expressió i opressió estan modelades per una altra mútuament co-constitutiva (com a negre/blanc, dona/home o homosexual/heterosexual). De manera que per comprendre la racialització dels grups oprimits, s'ha d'investigar les maneres en les quals les estructures racialitzadores, els processos socials i les representacions socials (o les idees implicades a representar grups i els membres dels grups en la societat) estan conformades pel gènere, la classe, la sexualitat, etc. Tot i que la teoria va començar com una exploració de l'opressió de les dones de color en la societat estatunidenca, avui l'anàlisi té el potencial de ser aplicada a totes les categories, inclosos aquells estatus que solen ser vists com a dominants o autònoms.

## Metàfores de la intersecció
Diverses autores i autors han utilitzat metàfores per explicar la interseccionalitat. Kimberlé Williams Crenshaw parlava d'una intersecció entre diverses carreteres, les quals eren l'analogia al patriarcat, el racisme, el masclisme i, una persona al mig que patia un accident i els danys patits venien d'aquestes relacions entre eixos.
Per altra banda, el doctor en sociologia Lucas Platero Méndez i autor de Intersecciones. Cuerpos y sexualidades en la encrucijada, entén la interseccionalitat com un embull tridimensional de fils, els quals estan connectats uns amb els altres i aquests fils corresponen a cadascun dels eixos (edat, sexe, gènere, expressió de gènere, orientació, classe social, etc.
Marta Jorba i Maria Rodó de Zárate, utilitzen les perruques com a metàfora. Els cabells de les perruques tindrien una sèrie de característiques que serien atribuïdes als diferents eixos. El gènere equivaldria a la forma del cabell, l'ètnia a la llargada i el color a l'edat. Cada persona tindria un tipus de cabell depenent de les característiques. La diferència amb la resta de metàfores és que sempre passés el que passés es tindria una forma, un color i una llargada, és a dir, les persones sempre estarien creuades pels diferents eixos i no seria tan sols un accident momentani en què es creuen com passa amb la resta de metàfores.

## La intersecció des d'una anàlisi sociològica
El concepte interseccionalitat apareix a partir dels eixos de desigualtat en la societat. Aquest concepte és una conseqüència directa de l'estructura social. Per tant, per entendre com es dona la interseccionalitat, cal analitzar l'estructuració que la fa possible.
Dins l'estructuració de la societat, trobem del control social, és a dir, el control que la societat exerceix sobre l'individu. Tothom està sotmès a aquest control social, ja que no som aliens a la influència que la societat exerceix sobre cadascú de nosaltres. En altres paraules, el control social serveix per a estratificar i estructurar la societat. Segons Peter L. Bergera tota societat trobem diferents nivells en termes de subordinació i superordenació, ja siguin de poder, de privilegis, de prestigi...
Així doncs, l'estratificació significa que en tota societat hi ha un sistema de jerarquització, classificació o gradació de les desigualtats. Cada tipus de societat (capitalista, comunista, asiàtica, índia...) té el seu propi tipus d'estratificació social, encara que sempre s'ha de tenir en compte que aquests sistemes poden coexistir al mateix temps. Berger parla de l'esfera del mercat (poder econòmic), del poder polític i del prestigi (poder social) com a àmbits que estructuren la societat, però cal recordar que aquestes posicions socials no són immutables i que poden canviar al llarg de la vida. És el que es coneix com a mobilitat social, tant ascendent com descendent, i que trobem en totes les societats. Així doncs, els tres distintius característics de la posició social són el poder, el prestigi i els privilegis, els quals no se superposen, sinó que es presenten de manera autònoma.
A partir d'aquests tres elements es generen desigualtats
Cal considerar, per tant, que els efectes de la intersecció són molt superiors a la suma de les seves parts, per la qual cosa, una forma de mesurar el benestar de les persones i la desigualtat social és l'esperança de vida. Per exemple, l'esperança de vida de les dones negres o gitanes, col·lectius clarament discriminats, és molt inferior als altres. Donat que aquests eixos sovint limiten l'accés de moltes persones a béns socials com el treball, l'educació, la sanitat, entre d'altres, la interseccionalitat suposa una crítica al single ground approach i un concepte que cal tenir en compte.
Per exemplificar-ho, el fet que el tràfic de dones afecta les més joves i aquelles que pertanyen a ètnies minoritàries posa en primera línia el efecte de diferents eixos de desigualtat. En aquest cas, el gènere, l'edat i l'ètnia. Així doncs, La societat actual pot definir-se com a jeràrquica i desigual, heterogènia, tecnològica i globalitzada, individualista, heteropatriarcal...
Tot i això, cal interioritzar el fet que al llarg del temps, determinades circumstàncies històriques produeixen transicions que defineixen noves característiques i eixos de desigualtat. Per exemple, el pas d'una societat rural a una d'industrial o el pas de la societat industrial a l'actual societat de la informació. La Revolució tecnològica actual ha suposat el pas d'aquesta societat industrial a la societat de la informació i la comunicació. En altres paraules, de la mateixa manera que la màquina de vapor va ser el mecanisme fonamental de la primera transició, les noves tecnologies ho han sigut de la segona.
En definitiva, per poder analitzar la posició dels individus en la societat és necessari tenir en compte tots aquests eixos de desigualtat i la seva intersecció, ja que no podem entendre aquesta posició des d'una única perspectiva. A més, cal tenir en compte que les característiques de les societats i els eixos de desigualtat varien amb el pas del temps i en las transicions entre societats. Per tant, només amb una anàlisi de l'estructuració de la societat actual es poden entendre les desigualtats i com conflueixen entre elles.

## Selecció bibliogràfica
- Intersecciones. Cuerpos y sexualidades en la encrucijada, Raquel (Lucas) Platero editora. Varias autoras. Ed. Bellaterra, 2013.
- Race, Class and Gender: An Anthology, ISBN 0-534-52879-1, co-edited by Patricia Hill Collins and Margaret Andersen, 1992, 1995, 1998, 2001, 2004, 2007
- Black Feminist Thought: Knowledge, Consciousness and the Politics of Empowerment, ISBN 0-415-92484-7, by Patricia Hill Collins, 1990, 2000
- Crenshaw, Kimberlé W. (1991). Mapping the Margins: Intersectionality, Identity Politics, and Violence against Women of Color, Stanford Law Review, Vol. 43, No. 6., pp. 1241–1299.
- Collins, P.H. (2000). Gender, Black Feminism, and Black Political Economy. Annals of the American Academy of Political and Social Science, 568. 41-53.
- Collins, P.H. (1986). Learning From the Outsider Within: The Sociological Significance of Black Feminist Thought. Social Problems, 33 (6). S14-S32.
- Collins, P.H. (1998). The tie that binds: race, gender, and US violence. Ethnic and Racial Studies, 21 (5).
- Mann, S.A. & Kelley, L.R. (1997). Standing at the Crossroads of Modernist Thought: Collins, Smith, and the New Feminist Epistemologies. Gender and Society, 11(4). 391-408.
- Mann, S.A & Huffman, D.J. (2005). The Decentering of Second Wave Feminism and the Rise of the Third Wave. Science and Society, 69 (1). 56-91.
- Ritzer, G. (2007). Contemporary Sociological Theory and Its Classical Roots: The Basics. Boston: McGraw-Hill.
- Siltanen, J. & A. Doucet (2008) Gender Relations in Canada: Intersectionality and Beyond. Toronto: Oxford University Press
- Rodó de Zárate, (2007) Maria. Interseccionalitat: desigualtats, llocs i emocions. 1. ed. Manresa (Bages) Països Catalans: Tigre de Paper, ISBN 978-84-16855-96-4.